# Zvîneaci, Ciortkiv
Zvîneaci (în ucraineană Звиняч) este localitatea de reședință a comunei Zvîneaci din raionul Ciortkiv, regiunea Ternopil, Ucraina.

## Demografie
Componența lingvistică a localității Zvîneaci
     Ucraineană (99,72%)
     Alte limbi (0,28%)
Conform recensământului din 2001, majoritatea populației localității Zvîneaci era vorbitoare de ucraineană (99,72%), existând în minoritate și vorbitori de alte limbi.